# بيل هيلي
بيل هيلي (بالإنجليزية: Bill Haley)‏ هو عازف قيثارة ومغني ومقدم برامج إذاعية وموزع وكاتب أغاني وملحن وممثل أمريكي، ولد في 6 يوليو 1925 بديترويت في الولايات المتحدة، وتوفي في 9 فبراير 1981 بهارلينغن في الولايات المتحدة بسبب نوبة قلبية.

## وصلات خارجية
- بيل هيلي على موقع IMDb (الإنجليزية)
- بيل هيلي على موقع الموسوعة البريطانية (الإنجليزية)
- بيل هيلي على موقع روتن توميتوز (الإنجليزية)
- بيل هيلي على موقع ميوزك برينز (الإنجليزية)
- بيل هيلي على موقع إن إن دي بي (الإنجليزية)
- بيل هيلي على موقع أول ميوزيك (الإنجليزية)
- بيل هيلي على موقع ديسكوغز (الإنجليزية)
- بيل هيلي على موقع قاعدة بيانات الفيلم (الإنجليزية)